# روبرت هوسمان
روبرت هوسمان (آلمانی: Robert Hausmann؛ ۱۳ اوت ۱۸۵۲ – ۱۸ ژانویه ۱۹۰۹) یک آهنگساز، نوازندهٔ مشهور ویولنسل و مدرس موسیقی اهل آلمان بود.
او نخستین اجراکنندهٔ برخی آثار مهم یوهانس برامس و ماکس بروخ بود.
او شاگردان فراوانی را تربیت کرد که از آن میان می‌توان به «فریدریش کُخ»، «بوریس بلاخِر»، والینگفورد ریگر، «پل کلتزکی» و «فیلیپ روت» اشاره کرد.